# (7468) Anfimov
(7468) Anfimov es un asteroide perteneciente al cinturón de asteroides, descubierto el 17 de octubre de 1990 por la astrónoma soviética Liudmila Chernyj desde el Observatorio Astrofísico de Crimea.

## Designación y nombre
Designado provisionalmente como 1990 UP11. Fue nombrado Anfimov en honor al copresidente del comité cósmico ruso-estadounidense Nikolái Apolónovich Anfímov.